# The Smashing Pumpkins
The Smashing Pumpkins is een Amerikaanse alternatieve rockgroep die zijn eerste single uitbracht in 1990. Met invloedrijke albums als Siamese Dream en Mellon Collie and the Infinite Sadness behoorde de groep tot de bekendste rockbands van de jaren negentig en later.

## Bezetting
De groep bestond oorspronkelijk uit:
- Billy Corgan (zang/gitaar)
- D'Arcy Wretzky (bas)
- James Iha (gitaar/zang)
- Jimmy Chamberlin (drums)

Ook Melissa Auf der Maur (bas, 1999-2000), Matt Walker en Kenny Aronoff (drums) en Jonathan Melvoin en Dennis Flemion (keyboards) maakten korte tijd deel uit van de groep.
Corgan wordt vaak als het muzikale genie achter de groep gezien. Na het uiteenvallen van de band in 2000 vormde hij dan ook al snel een nieuwe band (Zwan), om vervolgens een solocarrière te beginnen. In juni 2005 kwam zijn eerste cd uit, getiteld 'TheFutureEmbrace'. Ook Iha maakte een solo-cd, genaamd 'Let It Come Down', en werd later gitarist van de groep A Perfect Circle. Chamberlin bracht met zijn eigen groep Jimmy Chamberlin Complex in 2005 een eerste cd uit. Wretzky daarentegen koos voor een leven buiten de publiciteit.
In 2018 zijn zowel Iha als Chamberlin weer officieel bandlid.

## Reünie en 'Zeitgeist'
In juni 2005 kondigde frontman Billy Corgan middels een paginagrote advertentie in een Amerikaans dagblad aan dat hij Smashing Pumpkins nieuw leven in wilde blazen. Op 20 april 2006 werd via de website van de band bekendgemaakt dat de groep aan nieuwe nummers werkte. Deze werden gedurende de rest van het jaar opgenomen. Uiteindelijk kondigde de band aan dat het zesde studio-album, genaamd 'Zeitgeist', op 10 juli 2007 in de rekken zou liggen. Dit album bevat 12 nummers. Hun eerste optreden sinds zeven jaar deden ze in le Grand Rex te Parijs. Eind mei 2007 was de band aanwezig op Pinkpop in Nederland en een kleine week later op Rock am Ring in Duitsland.
In april 2007 werd bekend dat gitarist James Iha en bassiste Melissa Auf der Maur geen deel meer zouden uitmaken van Smashing Pumpkins. Iha gaf de voorkeur aan het opnemen van zijn tweede solo-album. Tijdens de voorlopig laatste (...) speelden enkel Corgan en Chamberlin nog mee. Jeff Schroeder speelde toen gitaar en Ginger Reyes was de nieuwe bassiste. Het was echter nog niet meteen duidelijk of zij permanent zouden gaan deel uitmaken van de groep. Op 20 maart 2009 maakte Corgan via de Pumpkins' website bekend dat Chamberlin de band verlaten had, zodat eerstgenoemde als enige nog overbleef van de originele bezetting. In 2016 trad oud-gitarist James Iha enkele keren op als gastmuzikant, in 2018 hebben zowel Jimmy Chamberlin alsmede James Iha zich beiden weer officieel toegevoegd.

## Teargarden By Kaleidyscope
Een nieuwe drummer is, door middel van open audities, gevonden in de persoon van de toen 19-jarige Mike Byrne, die al snel op tour ging met Corgans tribute-band 'Spirits In The Sky', dat voornamelijk werk speelde van de in 2009 overleden muzikant Sky Saxon (The Seeds). 
Corgan maakte tevens in 2009 bekend aan een nieuw Smashing Pumpkins-album te werken dat de titel 'Teargarden By Kaleidyscope' draagt en 44 nummers gaat bevatten. Opmerkelijk is dat al deze 44 nummers geheel gratis als download worden aangeboden via de officiële website van de band. Periodiek zullen voor de verzamelaars ep's worden geperst en zodra alle 44 nummers zijn uitgebracht, zal het album in de vorm van een luxe box op de markt verschijnen.
Er zijn reeds vijf tracks uitgebracht van het album, waarvan de eerste vier in een gelimiteerde box-set, waar er nog tien van zullen verschijnen. In de studio werkten naast Billy Corgan ook Mark Tulin (basgitaar) en Mike Byrne (drums) aan deze tracks. Toetseniste Lisa Harriton, die in de Zeitgeist-periode bij de live-optredens aanwezig was, is bezig met haar solocarrière en maakt niet langer deel uit van de band. 
Begin maart 2010 maakt ook bassiste Ginger bekend te stoppen bij The Pumpkins, omdat zij zich wil richten op haar gezin. Wederom in de vorm van open audities wordt gezocht naar een nieuwe toetsenist en bassist. De nieuwe bassist is wederom een vrouw; het gaat om Nicole Florentino, die onder andere in de jaren 90-band 'Veruca Salt' speelde. Momenteel toert de band door de USA in de nieuwe bezetting met Byrne, Schroeder en Florentino. Het zijn shows met een intiem karakter en een fris geluid. Volgens Corgan is dit de allerbeste bezetting van The Smashing Pumpkins die ooit bestaan heeft. Niet alleen muzikaal, maar ook op persoonlijk vlak klikt het erg goed tussen de bandleden.

## Optredens in Nederland
De Smashing Pumpkins speelden in 1991 gedurende het festival Ein Abend In Wien in Rotterdam voor het eerst in Nederland, waar onder meer ook generatiegenoot Nirvana optrad. Een jaar later speelden ze ook op het Metropolis Festival aldaar. Zij vielen daar op, naast het harde geluidsvolume, door te spelen in bloemetjesjurken. In 1993 stond Smashing Pumpkins op de eerste editie van het Lowlands-festival. De groep stond drie keer op Pinkpop: in 1994, 1998 en 2007. 
in 1996 en in 2000 traden ze op in Ahoy Rotterdam.
In februari 2008 traden ze op in de Brabanthallen in 's-Hertogenbosch tijden de Zeitgeist-tour. In november 2011 traden de Smashing Pumpkins op in de Heineken Music Hall te Amsterdam. Op 26 juli 2013 stonden de Smashing Pumpkins in Paradiso, Amsterdam gevolgd door een concert op 27 juli 2013 in 013 Tilburg. Op 11 juni 2019 traden ze op in AFAS Live in Amsterdam.

## Discografie

### Albums
| Album met eventuele hitnotering(en) in de Nederlandse Album Top 100 | Datum van verschijnen | Datum van binnenkomst | Hoogste positie | Aantal weken | Opmerkingen   |
| ------------------------------------------------------------------- | --------------------- | --------------------- | --------------- | ------------ | ------------- |
| Gish                                                                | 28-05-1991            | -                     |                 |              |               |
| Lull                                                                | 05-11-1991            | -                     |                 |              | ep            |
| Peel sessions                                                       | 06-1992               | -                     |                 |              | ep            |
| Siamese dream                                                       | 27-07-1993            | 31-07-1993            | 26              | 30           |               |
| Siamese singles                                                     | 07-1994               | -                     |                 |              | Verzamelalbum |
| Pisces iscariot                                                     | 04-10-1994            | -                     |                 |              | Verzamelalbum |
| Earphoria                                                           | 04-10-1994            | -                     |                 |              | Livealbum     |
| Mellon Collie and the infinite sadness                              | 24-10-1995            | 04-11-1995            | 7               | 45           |               |
| Live in Chicago October 23, 1995                                    | 11-1995               | -                     |                 |              | Livealbum     |
| Zero                                                                | 26-04-1996            | -                     |                 |              | ep            |
| The aeroplane flies high                                            | 26-11-1996            | -                     |                 |              | Verzamelalbum |
| Adore                                                               | 02-06-1998            | 13-06-1998            | 6               | 17           |               |
| Machina - The machines of God                                       | 28-02-2000            | 11-03-2000            | 15              | 7            |               |
| Machina II / The friends & enemies of modern music                  | 05-09-2000            | -                     |                 |              |               |
| Live at Cabaret Metro 10-5-88                                       | 02-12-2000            | -                     |                 |              | Livealbum     |
| Rotten apples, The Smashing Pumpkins greatest hits                  | 20-11-2001            | -                     |                 |              | Verzamelalbum |
| Judas O                                                             | 20-11-2001            | -                     |                 |              | Verzamelalbum |
| Rarities and B-sides                                                | 05-04-2005            | -                     |                 |              | Verzamelalbum |
| Zeitgeist                                                           | 06-07-2007            | 14-07-2007            | 7               | 8            |               |
| American gothic                                                     | 01-01-2008            | -                     |                 |              | ep            |
| Bonus EP                                                            | 25-02-2009            | -                     |                 |              | Live ep       |
| Teargarden by kaleidyscope                                          | 08-12-2009            | -                     |                 |              |               |
| Teargarden by kaleidyscope vol. 1: Songs for a sailor               | 25-03-2010            | -                     |                 |              | ep            |
| Teargarden by kaleidyscope vol. 2: The solstice bare                | 23-11-2010            | -                     |                 |              | ep            |
| Oceania                                                             | 18-06-2012            | 23-06-2012            | 34              | 3            |               |
| Monuments to an elegy                                               | 05-12-2014            | 13-12-2014            | 94              | 1            |               |
| Shiny and oh so bright, vol. 1                                      | 16-11-2018            | 24-11-2018            | 79              | 1            |               |

| Album met hitnotering(en) in de Vlaamse Ultratop 200 albums | Datum van verschijnen | Datum van binnenkomst | Hoogste positie | Aantal weken | Opmerkingen   |
| ----------------------------------------------------------- | --------------------- | --------------------- | --------------- | ------------ | ------------- |
| Mellon Collie and the infinite sadness                      | 1995                  | 04-11-1995            | 2               | 48           |               |
| Adore                                                       | 1998                  | 06-06-1998            | 1(1wk)          | 19           |               |
| Machina - The machines of God                               | 2000                  | 11-03-2000            | 4               | 7            |               |
| Rotten apples, The Smashing Pumpkins greatest hits          | 2001                  | 01-12-2001            | 15              | 7            | Verzamelalbum |
| Zeitgeist                                                   | 2007                  | 14-07-2007            | 6               | 11           |               |
| Oceania                                                     | 2012                  | 23-06-2012            | 25              | 12           |               |
| Monuments to an elegy                                       | 2014                  | 20-12-2014            | 136             | 3            |               |
| Shiny and oh so bright, vol. 1                              | 2018                  | 24-11-2018            | 71              | 4            |               |

### Singles
| Single met eventuele hitnotering(en) in de Nederlandse Top 40 | Datum van verschijnen | Datum van binnenkomst | Hoogste positie | Aantal weken | Opmerkingen                 |
| ------------------------------------------------------------- | --------------------- | --------------------- | --------------- | ------------ | --------------------------- |
| 1979                                                          | 1996                  | 09-03-1996            | 38              | 2            | Nr. 29 in de Single Top 100 |
| Tonight, Tonight                                              | 1996                  | 04-05-1996            | tip5            | -            | Nr. 46 in de Single Top 100 |
| The End Is the Beginning Is the End                           | 1997                  | 14-06-1997            | tip7            | -            | Nr. 74 in de Single Top 100 |
| Ava Adore                                                     | 1998                  | 30-05-1998            | tip16           | -            | Nr. 77 in de Single Top 100 |

| Single met hitnotering(en) in de Vlaamse Ultratop 50 | Datum van verschijnen | Datum van binnenkomst | Hoogste positie | Aantal weken | Opmerkingen |
| ---------------------------------------------------- | --------------------- | --------------------- | --------------- | ------------ | ----------- |
| 1979                                                 | 1996                  | 17-02-1996            | 37              | 4            |             |
| Tonight, Tonight                                     | 1996                  | 11-05-1996            | 39              | 2            |             |
| The End Is the Beginning Is the End                  | 1997                  | 14-06-1997            | 37              | 5            |             |
| Tarantula                                            | 2007                  | 16-06-2007            | 50              | 1            |             |
| The Celestials                                       | 2012                  | 07-07-2012            | tip62           | -            |             |

### NPO Radio 2 Top 2000
| Nummers met noteringen in de NPO Radio 2 Top 2000 | '14  | '15  | '16  | '17  | '18  | '19  | '20  | '21  | '22  | '23  | '24  |
| ------------------------------------------------- | ---- | ---- | ---- | ---- | ---- | ---- | ---- | ---- | ---- | ---- | ---- |
| 1979                                              | 1178 | 1174 | 1135 | 1022 | 908  | 1171 | 1141 | 1208 | 1119 | 1061 | 1019 |
| Bullet with Butterfly Wings                       | -    | -    | 1823 | 1609 | 1694 | 1807 | 1755 | 1606 | 1635 | 1611 | 1707 |
| Disarm                                            | 853  | 824  | 906  | 866  | 850  | 939  | 918  | 972  | 1002 | 912  | 960  |
| Tonight, Tonight                                  | 1517 | 1758 | 1777 | 1770 | 1716 | 1778 | 1823 | 1891 | 1891 | 1894 | 1956 |

1. ↑  Een '-' betekent dat het nummer niet was genoteerd en een vetgedrukt getal geeft de hoogste notering van een nummer aan.
2. ↑  2014 was het eerste jaar met een notering voor Smashing Pumpkins.

### Video & dvd
- 1993/2002 – Vieuphoria
- 2001 – The Smashing Pumpkins Greatest Hits
- 2008 - If All Goes Wrong

| Dvd's met hitnoteringen in de Nederlandse Music Top 30 | Datum van verschijnen | Datum van binnenkomst | Hoogste positie | Aantal weken | Opmerkingen |
| ------------------------------------------------------ | --------------------- | --------------------- | --------------- | ------------ | ----------- |
| Oceania - Live in NYC                                  | 2013                  | 28-09-2013            | 20              | 3            |             |